# یواس‌اس نپنت (اس‌پی-۱۱۲)
یواس‌اس نپنت (اس‌پی-۱۱۲) (به انگلیسی: USS Nepenthe (SP-112)) یک کشتی بود که طول آن ۸۰ فوت (۲۴ متر) بود. این کشتی در سال ۱۹۱۷ ساخته شد.